# Улашлы
Улашлы (азерб. Ulaşlı) — село в одноимённом административно-территориальном округе Губадлинского района Азербайджана. Село расположено на берегу реки Базарчай.

## История
По данным «Свода статистических данных о населении Закавказского края, извлеченных из посемейных списков 1886 года», в сёлах Улашлы 1-й и 2-й Ходжаганского сельского округа Зангезурского уезда Елизаветпольской губернии было в общей сложности 35 дымов и проживало 132 азербайджанца (в источнике — «татарина») шиитского вероисповедания. Всё население являлось владельческими крестьянами.
В ходе Первой карабахской войны, в 1993 году село было занято армянскими вооружёнными силами, и до ноября 2020 года находилось под контролем непризнанной НКР. 9 ноября 2020 года, в ходе вооружённого конфликта, президент Азербайджана объявил об освобождении села Улашлы вооружёнными силами Азербайджана.